# USS Alfred Wolf (DE-544)
USS Alfred Wolf (DE-544) – amerykański niszczyciel eskortowy typu John C. Butler. Nigdy nie ukończony.
Nazwę przydzielono jednostce 26 października 1943. Stępkę położono w stoczni Boston Navy Yard 9 grudnia 1943. Jednak z powodu zmiany priorytetów prace nad jednostką wstrzymano 10 czerwca 1944, a całkowicie budowę przerwano 5 września 1944. Następnie nieukończony kadłub rozebrano na pochylni.